# Casa Casacuberta
La Casa Casacuberta és un edifici modernista situat a l'avinguda del Tibidabo i el carrer de Lluís Muntadas de Barcelona, catalogada com a bé cultural d'interès local.

## Història
Va ser projectada el 1904 per l'arquitecte Joan Rubió i Bellver per encàrrec d'Hermenegild Casacuberta i construïda tres anys més tard.
Actualment, aquesta casa es lloga com a sala d'actes festius.

## Descripció
L'immoble, de tipus aïllat, només ocupa una part del solar, ja que la resta està ocupada per jardins. Aquest terreny es troba a dos nivells, a planta de carrer pel carrer de Lluís Muntadas i molt sobreaixecat, amb un mur de contenció, per sobre de l'avinguda del Tibidabo, Això fa que per aquesta darrera banda, s'hi accedeixi a través d'un portal amb pilars salomònics seguit d'una escala rectilínia, tots dos elements de maó vista i amb morfologies típiques modernistes, tot i que anguloses. L'immoble consisteix en una planta baixa i dues plantes pis de grans dimensions i alçada.
Les façanes s'articulen en diversos cossos i volums, que afecten tant a trams verticals sencers com a punts concrets de l'immoble. Cada façana és única i presenta aquestes volumetries no repetides. La planta baixa és la que compta amb menys elements ornamentals, amb grans obertures de vidre i finestres amb petit balcó sense voladís i sense emmarcar i puntualment protegides per persianes de llibret. Per sobre, la primera planta té grans balconades i també obertures amb llinda ondulant, així com dues tribunes sense tapar, a mode de petites terrasses. La planta superior presenta característiques similars.
Els diferents coronaments de les façanes estan rematats per grans ràfecs, i teulades a dues, tres i fins a quatre aigües. No percebem que hagin existit grans modificacions en les estructures originals de l'edifici. També cal esmentar que els acabats de les cobertes i dels murs són bons.